# Physcius brevicollis
Physcius brevicollis là một loài bọ cánh cứng trong họ Mycteridae. Loài này được Champion mô tả khoa học năm 1916.